# Erasmus-Ciołek-Bischofspalast

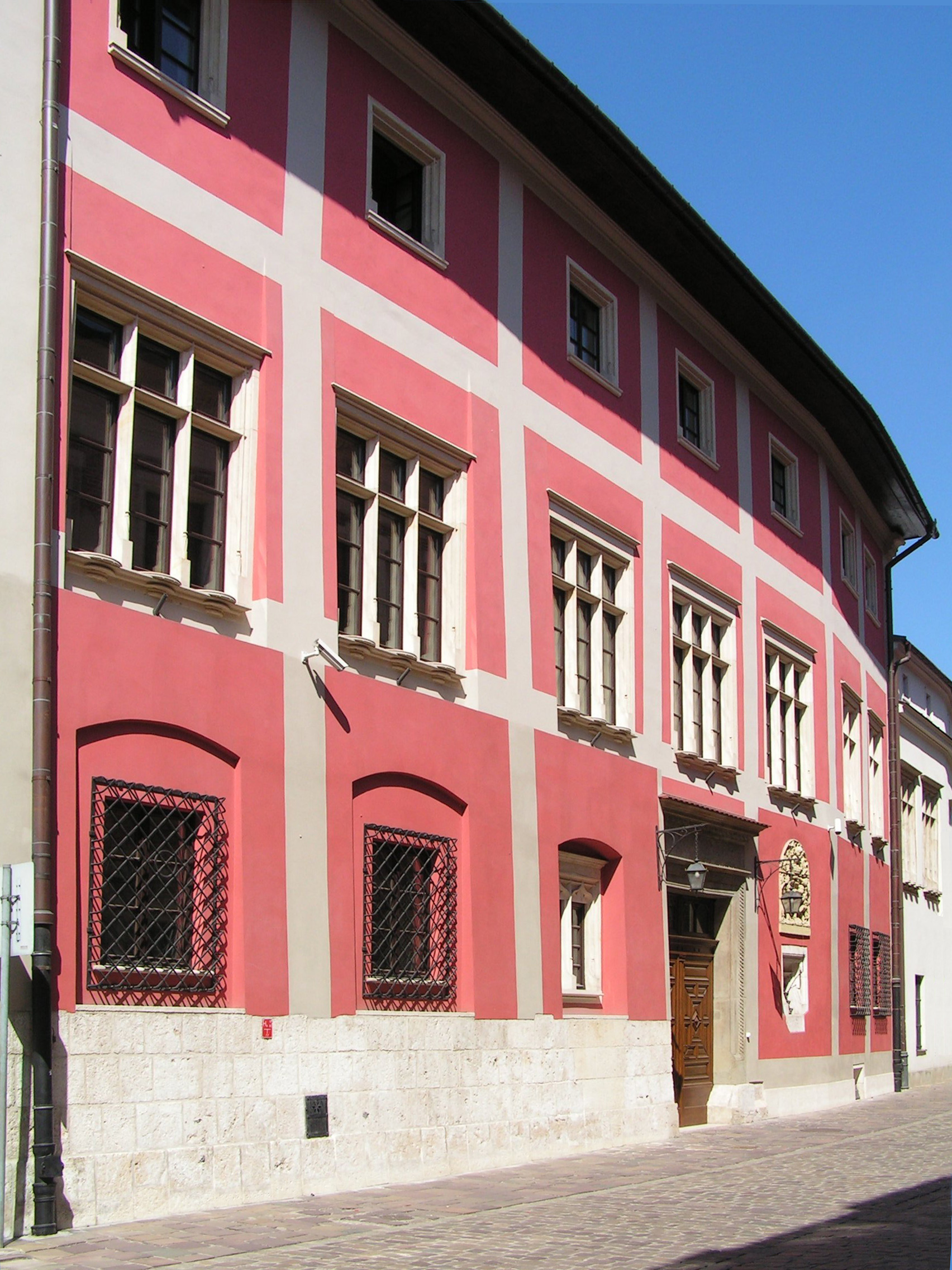
Der Erasmus-Ciołek-Bischofspalast

Der Erasmus-Ciołek-Bischofspalast in Krakau, ul. Kanonicza 17, ist eine Zweigstelle des Krakauer Nationalmuseums.

## Geschichte
Das Gebäude entstand 1505 aus zwei verbundenen Bürgerhäusern. Es wurde für den Bischof von Płock, Erasmus Ciołek (1474–1522), errichtet. Über dem Eingang befindet sich ein Wappenschild mit dem Staatsadler und dem Buchstaben „S“ als Initiale des Königs Sigismund des Alten. Nach dem Tode des Bischofs Ciołek wurde hier die Residenz des Bischofs Piotr Tomicki und danach des Kardinals Jerzy Radziwiłł eingerichtet.
Während der österreichisch-ungarischen Herrschaft verwahrloste das Gebäude, Architekturdetails wurden abgebrochen oder beschädigt. Das Haus wurde Sitz verschiedener Ämter.
Erst 1996 wurde das Gebäude dem Krakauer Nationalmuseum übergeben.
Ab 1999 wurden Bauarbeiten zur Wiederherstellung des ursprünglichen Zustands durchgeführt. U.a. wurden Fensterumrahmungen unter Verwendung erhaltener Fragmente rekonstruiert. Die eingemauerten Arkaden des Innenhofes wurden freigelegt. Im Flur wurden Säulen einer spätgotischen Kolonnade entdeckt.
Im Palast werden polnische Kunstwerke aus dem 12. bis 18. Jahrhundert ausgestellt. Zu den wertvollsten Werken gehören die Madonnenfigur aus Krużlowa, das Epitaphium des Wierzbięta, das Triptychon aus Trzebunia sowie Sargporträts sowie das Polyptychon aus Lusina. Eine Galerie ist der orthodoxen Ikonenmalerei ehemals polnischer Gebiete gewidmet.